# 三池銀行

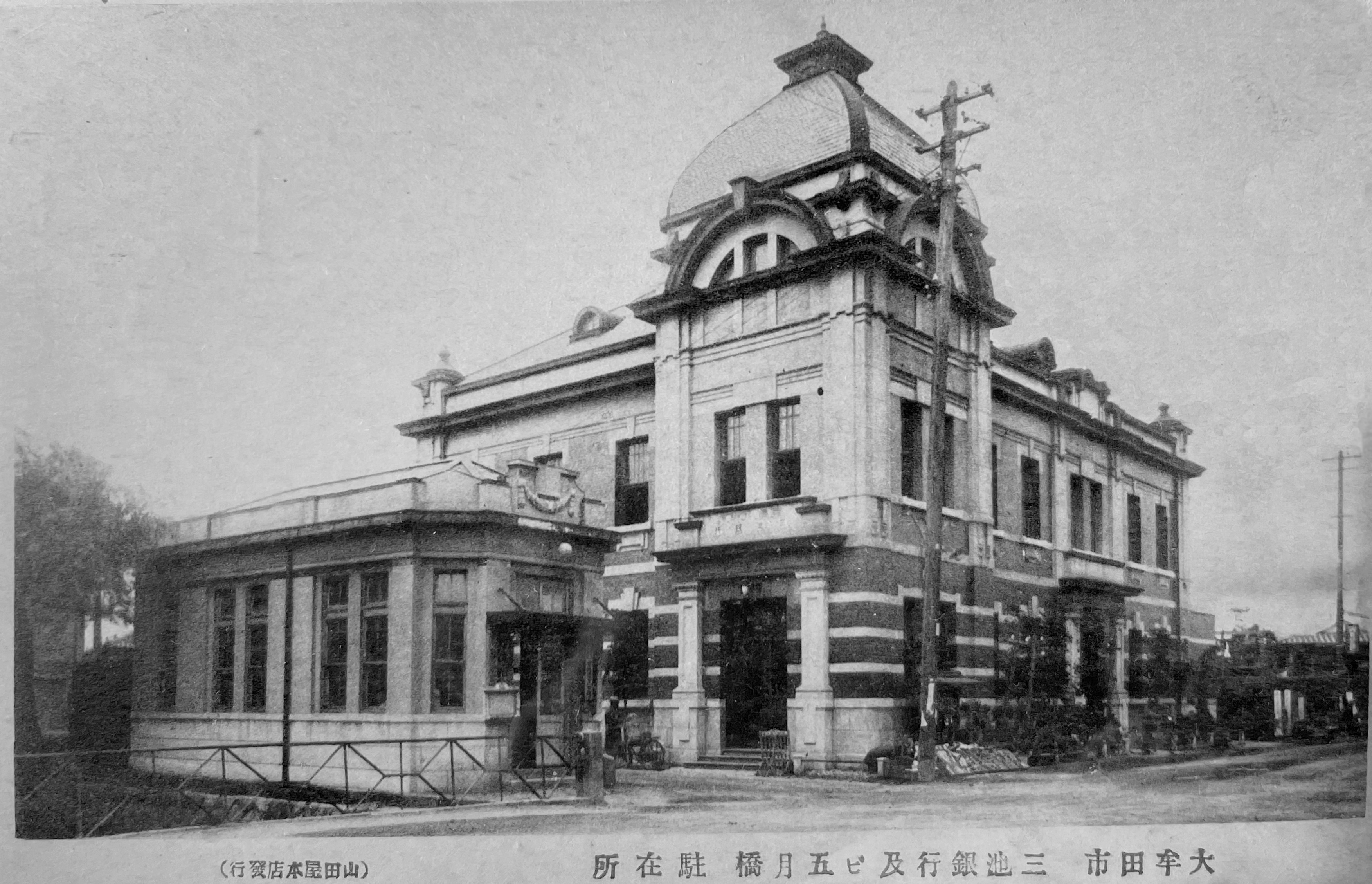
三池銀行及び五月橋駐在所

三池銀行（みいけぎんこう）は、明治期に福岡県三池郡江浦（現みやま市）で設立された銀行。
1886年（明治19年）10月に、旧柳河藩士族と三池郡の柳河藩領地内の商人らによって設立。資本金は2万円。初代頭取には江浦町戸長であった永江純一が就任。1896年（明治29年）に本店を、三池炭鉱を有し発展著しい大牟田町（現大牟田市）に移転。この後、業績は拡大するも昭和期に入り経営が悪化し、1943年（昭和18年）11月15日に、帝国銀行（後の三井銀行、現在の三井住友銀行）など3行に本支店を譲渡し歴史の幕を閉じた。

## 設立
- 当行設立当時、既に旧柳河藩士族が出資する銀行としては、第九十六国立銀行が存在した。しかしながら、第九十六国立銀行は旧柳河藩領地北部の山門郡の士族が中心となって設立されたことから、この設立に関わらなかった、領地南部の三池郡の士族が領内の資産家と共同で設立したもの。
- 設立当初の株主は士族が29名、平民が17名であったが、出資株式数では、士族296株、平民504株と逆転している。

## 大牟田への移転
- 設立の翌年より、江浦の本店の他に横須（現大牟田市）に出張所を設けていた。その後横須が明治22年に大牟田町となったことから大牟田支店と名前を変更。
- 横須は旧三池藩の領地であり、柳河藩の領地ではなかったが、官営三池炭鉱分局が置かれていたことから出張所を設けた。
- その後大牟田には三池土木や三池紡績といった企業が設立され福岡県南部の経済の中心地となっていき、当行の営業基盤の中心も大牟田に移ったことから、1896年（明治29年）に本店を大牟田に移転した。

## 分割譲渡
- 当行は三池炭鉱の出納業務を担うほどに成長したが、昭和期に入り経営が悪化し、三池炭鉱を所有する三井財閥の三井銀行の支援を受けるようになる。
- 1943年（昭和18年）11月15日に、本店を帝国銀行（後の三井銀行、現三井住友銀行）に譲渡すると共に、北部の支店は筑邦銀行（現福岡銀行の前身の一つであり、現筑邦銀行とは関係がない）に、南部の支店は肥後銀行に譲渡された。

## 沿革
- 1886年（明治19年）10月10日：設立認可
- 1886年（明治19年）10月16日：三池郡江ノ浦村にて開業
- 1896年（明治29年）6月30日：本店を旭町に移転
- 1900年（明治33年）10月1日三池郡三池町に三池支店を開設
- 1916年（大正5年）9月18日 ：三池郡三川町に三川支店開設
- 1918年（大正7年）7月18日：営業所（本店）を石積み二階建てに新築
- 1926年（大正15年）4月1日：瀬高銀行を合併
- 1943年（昭和18年）11月15日：帝国銀行、肥後銀行、筑邦銀行に分割譲渡
- 1945年（昭和20年）6月18日の大牟田空襲により石積み二階建ての元本店が焼失